# Rhascus
Rhascus est un prince thrace du Ier siècle av. J.-C., co-roi des Sapéens (en) avec son frère Rhescuporis Ier de 48 à 42 av. J.-C. Il est le fils et successeur de Cotys V (en) et l'oncle et prédécesseur de Cotys VI.
C'est un prince, comme son frère Rhescuporis Ier, qui appartient à la famille qui règne sur les Thraces Sapéens et possède toute la région maritime située à l'est de la rivière Strymon jusqu'à la Chersonèse de Thrace.
Aux environs de l'année 42 av. J.-C., il prend le parti des triumvirs contre les républicains, le joignant avec trois mille cavaliers, tandis que son frère Rhescuporis Ier se range du côté de Brutus et Cassius, avec autant de cavaliers. Les deux frères ne sont pas d'accord sur l'alliance à faire, feignent de se haïr mais se placent dans les deux camps, et ainsi l'un des deux s'assure d'être aux côtés des vainqueurs, ce qui leur permettrait de conserver la possession de leurs états. Rhescuporis combat avec ferveur contre les triumvirs tant que la bataille est indécise, mais dès que la défaite est prononcée, il se joint à son frère qui le fait rentrer en grâce auprès d'Octave et Marc Antoine.
Il n'y a plus de traces de ce prince dans l'histoire après cet évènement.

### Sources partielles
- « Rhescuporis Ier », Charles Weiss, Biographie universelle, ou Dictionnaire historique contenant la nécrologie des hommes célèbres de tous les pays, 1841 [détail des éditions].
- (en) Ian Mladjov, de l'Université du Michigan, liste des rois odrysiens de Thrace.
- (en) Site hourmo.eu, collection of Greek Coins of Thrace, Index des rois.